# Leisure Suit Larry
Leisure Suit Larry é uma série de jogos eletrônicos para adultos do gênero adventure estrelada pelo personagem Larry Laffer. Seu primeiro episódio, Leisure Suit Larry in the Land of the Lounge Lizards, foi lançado em 1987 pela produtora Sierra Entertainment, hoje Sierra On-Line.

## SCI
Em 1984, a Sierra começou a fazer jogos de adventure utilizando um novo sistema chamado AGI (Adventure Game Interpreter). Nesse sistema, os jogos tinham bons gráficos. Nos adventures em AGI, não era possível usar o mouse, tudo era feito através de comandos passados pelo teclado.
Os personagens dos jogos em AGI andavam pela tela quando você apertava os botões direcionais do teclado (cima, baixo, esquerda e direita). Todos os outros comandos precisavam ser digitados. Para abrir uma porta, basta se aproximar dela e digitar "OPEN DOOR".
Em 1987, a LucasArts, uma empresa de jogos fundada pelo cineasta George Lucas, entrou no ramo de adventures. O primeiro adventure da LucasArts foi Maniac Mansion. Foi criado um sistema bem melhor do que o AGI, conhecido como SCUMM (Script Creation Utility for Maniac Mansion). Ele foi desenvolvido para o jogo Maniac Mansion, mas depois, novos títulos foram lançados utilizando os mesmos recursos. Nos jogos em SCUMM, você controla o personagem com o mouse, e ao invés de ter que digitar os comando no teclado, basta selecionar algumas opções na tela.
Com o passar do tempo, a LucasArts aperfeiçoou o SCUMM, e vários outros jogos foram lançados, como The Secret of Monkey Island, Monkey Island 2: LeChuck's Revenge, Maniac Mansion 2: Day of the Tentacle, Sam & Max Hit the Road, Indiana Jones and the Fate of Atlantis. A Sierra contra-atacou, e criou um novo sistema. Dessa forma nasceu o SCI (Sierra's Creative Interpreter). Parecido com o AGI, o SCI trouxe uma série de melhoramentos para os jogos de adventure. Os jogos em SCI tinham melhores gráficos, som, música, e etc. No SCI, é possível usar placas de som como Sound Blaster e AdLib. Mesmo assim, os jogos funcionavam da mesma forma que o AGI, utilizando o teclado para digitar comandos.
Em 1991, o sistema SCI foi modernizado. Os jogos passaram a ter gráficos com 256 cores, além de música e efeitos sonoros de ótima qualidade com placas de som. Também passou a ser utilizado apenas o mouse para jogar. Dessa forma, a Sierra já tinha um sistema suficientemente sofisticado para concorrer com a LucasArts no mercado de adventures.

## Versões
Existem duas versões do jogo Leisure Suit Larry:
- Leisure Suit Larry in the Land of the Lounge Lizards (Original) - 1987
- Leisure Suit Larry 1: In the Land of the Lounge Lizards (Remake) - 1991

A versão original foi lançada em 1987, e foi feita utilizando o sistema AGI.
Depois de criar o sistema SCI e melhorá-lo, foi feita uma nova versão do jogo Leisure Suit Larry em 1991.

## História
Em 1981, foi lançado um adventure de texto chamado Softporn. No jogo, você é um cara que está  no centro da cidade à noite. A partida começa dentro de um bar, e o objetivo é tentar arranjar umas garotas, manter relações sexuais com elas, e dessa forma perder a virgindade. Vale de tudo, até mesmo agarrar umas prostitutas.
Softporn inspirou Al Lowe, e em 1987 ele criou Leisure Suit Larry, uma famosa série de adventures para adultos.

## Sinopse
Inspirado pelo jogo Softporn, Al Lowe resolveu criar uma série de adventures apenas para o público adulto. Dessa forma nasceu Larry Laffer, ou, Leisure Suit Larry. Larry é um cara mulherengo, que faz de tudo para se dar bem com as garotas, mas no final, acaba apenas se metendo em confusões. Leisure Suit Larry não agrada em nada o público feminino. Os jogos do Larry são repletos de piadas machistas. A única coisa que Larry quer, é fazer sexo com mulheres jovens e sensuais. Nessa série, a maioria das mulheres aceita realizar as fantasias sexuais de Larry em troca de dinheiro, joias, ou outras coisas. Em The Land of the Lounge Lizards, que é o primeiro jogo da série, Larry sai pela cidade à noite para "caçar". O objetivo dele é transar com várias garotas e perder a virgindade, mas como sempre, acaba apenas se metendo em encrencas. Em uma parte, Larry chega até a dormir com uma garota de programa, mas se não usar camisinha, ele pega uma doença e morre. É mais ou menos essa a ideia do jogo, ele é cheio de piadas "sujas". Em outra situação, ao entrar em uma discoteca, Larry conhece uma garota linda. Para levá-la para cama, é preciso entregar vários objetos para ela: Um caríssimo anel de diamantes, algumas flores, uma caixa de bombons, e muito dinheiro. Depois disso, ela aceita se casar com Larry. Depois da cerimônia, os dois vão passar a lua-de-mel juntos. Enquanto eles fazem amor, ela amarra o Larry na cama, e depois pega a carteira dele, rouba todo o dinheiro e foge. A lista de confusões vai ainda mais longe. Ao conhecer uma mulher no hotel, Larry começa a tentar seduzi-la, e ela pede para ele tentar conseguir algumas pílulas de estimulante sexual para ela. Quando ele finalmente consegue as malditas pílulas e as entrega para a moça, ela rapidamente engole todas elas. Justamente quando Larry acha que vai receber uma merecida "recompensa", a garota sai correndo e diz:
"Preciso encontrar o meu namorado antes que o efeito dessa coisa passe!" Em outra parte do jogo, o pobre Larry Laffer chega até a tentar se satisfazer com uma boneca inflável.